# 令狐峘
令狐峘（?—?），宜州华原（今陕西耀州）人。
令狐德棻之五世孙。天宝末年进士。遇安史之亂，隐居终南山豹林谷。司徒楊綰薦入史館，拜右拾遺，升遷起居舍人。官至禮部侍郎。撰《玄宗實錄》一百卷。《全唐诗》存诗二首。

## 延伸阅读
[在维基数据编辑]
 《舊唐書·卷149》，出自刘昫《舊唐書》
 《新唐書·卷102》，出自《新唐書》